# 澳洲似雅雀鯛
澳洲似雅雀鯛，為輻鰭魚綱鱸形目鱸亞目擬雀鯛科的其中一種，分布於東印度洋的西澳大利亞海域，為熱帶海水魚，棲息在礁石區水域，生活習性不明。